# Gattilusio
Gattilusio – genueńska rodzina, która utworzyła państwo na wyspie Lesbos istniejące w latach 1355–1462. Byli też władcami miasta Enos w latach 1376–1456, oraz Lemnos, Thasos (1414–1462) i wyspy Samotraka (1355–1457).

## Historia
Jej założycielem był Franciszek I Gattilusio. Był on właścicielem dwóch galer, na których krążył po wodach Morza Egejskiego. Jan V Paleolog porozumiał się z nim w celu obalenia Jana VI Kantakuzena. W zamian za to przyrzekł mu rękę swojej siostry Marii i jako wiano największą i najważniejszą wyspę jaka jeszcze pozostała Bizancjum – Lesbos. Potomkowie Franciszka panowali na tej wyspie aż do 1462, kiedy to nastąpił jej podbój przez Turków Osmańskich. Boczna gałąź rodu panowała w latach 1376–1456 w mieście Enos na wybrzeżu Tracji.

## Władcy Lesbos
- Franciszek I Gattilusio (1355–1384)
- Franciszek II Gattilusio (1384–1404)
- Jakub Gattilusio (1404–1428)
- Dorino I Gattilusio (1428–1455)
- Dominik Gattilusio (1455–1458)
- Niccolò Gattilusio (1458–1462)

## WładcyEnos
- Niccolò Gattilusio (1376–1409)
- Palamede Gattilusio (1409–1455)
- Dorino II Gattilusio (1455–1456)